# Yunaika Crawford
Yunaika Crawford Rogert (španska izgovarjava: [ʝuˈnaika ˈkɾofor(ð)], kubanska atletinja, * 2. november 1982, Marianao.

## Osebni rekord
- Met kladiva: 73,16 m –  Peking, 25. avgust 2004

## Dosežki
| Predstavnica države Kuba | Predstavnica države Kuba                | Predstavnica države Kuba              | Predstavnica države Kuba | Predstavnica države Kuba | Predstavnica države Kuba |
| ------------------------ | --------------------------------------- | ------------------------------------- | ------------------------ | ------------------------ | ------------------------ |
| 1998                     | Ibero-Ameriško prvenstvo                | Lisbona, Portugalska                  | 5. mesto                 | met kladiva              | 55,80 m                  |
| 1998                     | Svetovno mladinsko prvenstvo            | Annecy, Francija                      | 9. mesto                 | met kladiva              | 56,01 m                  |
| 1999                     | Svetovno mladinsko prvenstvo            | Bydgoszcz, Poljska                    | 2. mesto                 | met kladiva              | 57,56 m                  |
| 2000                     | Svetovno mladinsko prvenstvo            | Santiago de Chile, Čile               | 3. mesto                 | met kladiva              | 59,98 m                  |
| 2001                     | Centralnoameriško in karibsko prvenstvo | Ciudad de Guatemala, Gvatemala        | 1. mesto                 | met kladiva              | 58,68 m A                |
| 2001                     | Pan Ameriško mladinsko prvenstvo        | Santa Fe, Argentina                   | 1. mesto                 | met kladiva              | 63,20 m                  |
| 2003                     | Pan Ameriške igre                       | Santo Domingo, Dominikanska republika | 2. mesto                 | met kladiva              | 69,57 m                  |
| 2003                     | Svetovno prvenstvo                      | Saint-Denis, Francija                 | 9. mesto (q)             | met kladiva              | 64,59 m                  |
| 2004                     | Ibero-Ameriško prvenstvo                | Huelva, Španija                       | 2. mesto                 | met kladiva              | 70,28 m                  |
| 2004                     | Olimpijske igre                         | Atene, Grčija                         | 3. mesto                 | met kladiva              | 73,16 m                  |
| 2005                     | Centralnoameriško in karibsko prvenstvo | Nassau, Bahami                        | 2. mesto                 | met kladiva              | 66,75 m                  |
| 2005                     | Svetovno prvenstvo                      | Helsinki, Finska                      | 13. mesto (q)            | met kladiva              | 63,79 m                  |
| 2006                     | Centralnoameriške igre                  | Cartagena, Kolumbija                  | 2. mesto                 | met kladiva              | 67,88 m                  |
| 2007                     | Svetovno prvenstvo                      | Osaka, Japonska                       | 11. mesto                | met kladiva              | 67,56 m                  |
| 2008                     | Centralnoameriško in karibsko prvenstvo | Cali, Kolumbija                       | 2. mesto                 | met kladiva              | 69,03 m A                |
| 2008                     | Olimpijske igre                         | Peking, Kitajska                      | 31. mesto (q)            | met kladiva              | 66,16 m                  |
| 2009                     | ALBA Igre                               | Havana, Kuba                          | 1. mesto                 | met kladiva              | 70,66 m                  |
| 2012                     | Ibero-Ameriško prvenstvo                | Barquisimeto, Venezuela               | 4. mesto                 | met kladiva              | 66,25 m                  |